# Vinylesterharze
Vinylesterharze (Kurzzeichen VE-Harze, auch Phenacrylatharze genannt) sind Kunstharze, die im ausgehärteten Zustand duroplastische Kunststoffe von hoher Festigkeit und chemischer Beständigkeit bilden. Vinylesterharze werden neben Epoxidharzen und ungesättigten Polyesterharzen (UP-Harze) bei der Herstellung glasfaserverstärkter Kunststoffe verwendet. VE-Harze bestehen aus einem Prepolymer mit zwei oder mehr Acrylat- oder Methacrylat-Gruppen („Vinylester“) und einem Monomer mit Vinylgruppe, meist Styrol. VE-Harze unterscheiden sich von den UP-Harzen, da bei VE-Harzen die reaktionsfähigen C=C-Doppelbindungen nur endständig am Prepolymer auftreten und bei der Härtung der Harze zu einer weniger engmaschigen Vernetzung der Duroplaste führt. VE-Harze zählen zu den Reaktionsharzen, da bei der Härtung kein Kondensat freigesetzt wird.

## Herstellung

Allgemeine Struktur von Novolak-Vinylester mit n üblicherweise im Bereich von 0 bis 4. Es liegen verschiedene Konstitutionsisomere vor.

### Vinylester
Vinylester werden als Prepolymer durch Veresterung von Epoxidharzen mit Acrylsäure oder Methacrylsäure hergestellt. Als Epoxide werden neben Novolak-Epoxidharze meist Bisphenol-A-diglycidylether verwendet. Typisch ist die Umsetzung von Bisphenol A mit Epichlorhydrin zum Epoxid und die anschließende Veresterung mit Acrylsäure.
| Synthese von Bisphenol-A-diglycidylether. | Synthese von Bisphenol-A-diglycidylether. |
| Epichlorhydrin wird an Bisphenol A addiert und es entsteht Bis(3-chlor-2-hydroxy-propoxy)bisphenol A. Anschließend wird in einer Kondensationsreaktion mit einer stöchiometrischen Menge an Natriumhydroxid das Bis-Epoxid gebildet. | In einer Additionsreaktion bildet sich aus den Epoxid-Gruppen des Bisphenol-A-diglycidylethers und der Acrylsäure ein Ester mit einer Vinylgruppe. |

### Vinylmonomer
Das Reaktionsprodukt wird danach beispielsweise in Styrol mit einem Massengehalt von 35 bis 45 % gelöst. Dem mehr oder minder viskosem Produkt können noch Additive, wie Beschleuniger für die Härtung (Sikkative) oder Paraffine zur Hemmung der Verdampfung des Monomers während der Härtung zugesetzt werden.

## Härtung
Nach Zusatz eines Peroxid-Initiator setzt eine radikalische Copolymerisation des Styrols und des ungesättigten Prepolymers ein. Als Initiatoren werden Verbindungen, wie Dibenzoylperoxid und Methylethylketonperoxid eingesetzt. Neben Warmhärtung ist durch Zusatz von Beschleunigern eine Kalthärtung möglich. Mit Photoinitiatoren ist auch eine UV-Härtung möglich.
| |
| Strukturausschnitt eines UP-Duroplasten. Segmente des ehemaligen Vinylesters sind blau markiert. Sie bilden eine Vernetzung zwischen den Polystyrol-Segmenten. Die wellenförmigen Bindungen deuten die Fortsetzung des Makromoleküls an. |
Die Härtung von Novolak-Vinylestern läuft analog. Für Duroplasten mit hoher Anwendungstemperatur werden bei Novolak-Vinylestern zusätzlich auch Diisocyanate eingesetzt, die eine unter Bildung von Urethangruppen zusätzliche Vernetzung zwischen den Hydroxygruppen des Prepolymers erlauben. Diese Harze werden Vinylesterurethanharze (VEU-Harze) genannt.

## Eigenschaften
Das gehärtete Harz lässt in der Anwendung Dauertemperaturen bis 125 °C zu und ist beständig gegen 37%ige Salzsäure und 50%ige Natronlauge. Im Vergleich zu den spröden Duroplaste aus UP-Harzen führt die geringere Vernetzung zu einem recht schlagzähen und etwas flexibleren Material. Die Bruchdehnung liegt zwischen 5 und 6 %.

## Anwendung
- Chemischer Apparatebau: Behälter, Rohre, Kühltürme
- Kfz-Bau: Ölsumpfwannen, Zylinderkopfdeckel, großflächige Karosserieteil
- Sport: Bootsmasten, Skistöcke